# Вакулич, Алексей Александрович
Алексей Александрович Вакулич (бел. Аляксей Аляксандравіч Вакуліч; род. 24 июня 1998, Ивацевичи, Брестская область) — белорусский футболист, защитник минского «Динамо».

## Карьера

### Клубная
Воспитанник гродненского «Немана». В 2015 году начал выступать за дублирующий состав гродненцев.
В 2016 году дебютировал в Высшей лиге Беларуси за «Минск». В марте 2017 года играл в четвертьфинале Кубка Беларуси против БАТЭ, однако больше не привлекался в основную команду, выступал исключительно за дубль.
В феврале 2018 года проходил просмотр в «Смолевичах», но безуспешно. Сезон 2018 начал в составе клуба «Энергетик-БГУ». В августе 2018 года перешёл в «Барановичи».
В 2019 году Вакулич вернулся в элиту, выступая за «Смолевичи». В 2020 году оставался основным игроком команды. В июле покинул клуб.
8 августа 2020 года футболист подписал контракт с российским клубом ФНЛ «Велес» (Москва). В этот же день дебютировал за новую команду в матче против самарских «Крыльев Советов», в котором «Велес» одержал победу со счетом 3:1.
10 марта 2022 года игрок подписал контракт с минским «Динамо». В декабре 2023 года футболист покинул минский клуб.
В декабре 2023 года футболист стал игроком тульского «Арсенала».

### Сборная
В 2016 году Алексей Вакулич выступал за юношескую сборную Беларуси до 19 лет в рамках отборочного раунда чемпионата Европы.

## Достижения
«Динамо» Минск
- Чемпион Беларуси: 2023
- Обладатель Суперкубка Беларуси: 2025